# Pseudocyclopia giesbrechti
Pseudocyclopia giesbrechti är en kräftdjursart som beskrevs av Wolfenden 1902. Pseudocyclopia giesbrechti ingår i släktet Pseudocyclopia och familjen Pseudocyclopiidae. Inga underarter finns listade i Catalogue of Life.